# The Black Watch
The Black Watch (Brasil: A Guarda Negra ) é um filme norte-americano de 1929, do gênero aventura, dirigido por John Ford e estrelado por Victor McLaglen e Myrna Loy.

## A produção
Este é o primeiro filme totalmente sonoro do diretor Ford.
O roteiro é baseado no romance King of the Khyber Rifles, do escritor inglês Talbot Mundy.
John Wayne, em início de carreira, tem uma pequena participação como um rude homem das montanhas escocesas. Ele não recebeu créditos. Randolph Scott e Tom London, entre outros, também participaram  em papéis semelhantes e também não foram creditados.

## Sinopse
O Capitão Donald King, do Exército inglês, aporta na Índia logo que eclode a Primeira Guerra Mundial. Como sua companhia foi lutar na França, parece a todos que ele se acovardou. Na realidade, ele está em uma missão secreta, cujo objetivo é libertar soldados de seu país feitos prisioneiros por uma tribo de fanáticos.

## Elenco
| Ator/Atriz      | Personagem                      |
| --------------- | ------------------------------- |
| Victor McLaglen | Capitão Donald Gordon King      |
| Myrna Loy       | Yasmani                         |
| David Torrence  | Marechal de campo               |
| David Rollins   | Tenente Malcolm King            |
| Cyril Chadwick  | Major Twynes                    |
| Lumsden Hare    | Coronel                         |
| Roy D'Arcy      | Rewa Ghunga                     |
| David Percy     | Oficial solista                 |
| Mitchell Lewis  | Mohammed Khan                   |
| Claude King     | General                         |
| Walter Long     | Harrim Bey                      |
| Francis Ford    | Major MacGregor (não-creditado) |
| Randolph Scott  | (não-creditado)                 |
| Tom London      | (não-creditado)                 |
| John Wayne      | (não-creditado)                 |